# Mussaenda hainanensis
Mussaenda hainanensis är en måreväxtart som beskrevs av Elmer Drew Merrill. Mussaenda hainanensis ingår i släktet Mussaenda och familjen måreväxter. Inga underarter finns listade i Catalogue of Life.